# Municipio de Malung-Sälen
Malung-Sälen (en sueco: Malung-Sälens kommun) es un municipio de la provincia de Dalarna, Suecia, en la provincia histórica de Dalecarlia. Su sede se encuentra en la localidad de Malung. El municipio actual se creó en 1971 cuando el antiguo Malung se fusionó con las entidades adyacentes de Lima y Transtrand. En 2007, el Gobierno de Suecia decidió aprobar el nombre actual, que entró en vigor el 1 de enero de 2008. La razón del doble nombre, el único de este tipo en Suecia, es promover el área de la estación de esquí de Sälen en el parte norte del municipio.

## Localidades
Hay cinco áreas urbanas (tätort) en el municipio:
| # | Tätort       | Población |
| - | ------------ | --------- |
| 1 | Malung       | 4968      |
| 2 | Sälen        | 751       |
| 3 | Malungsfors  | 575       |
| 4 | Limedsforsen | 376       |
| 5 | Transtrand   | 340       |

## Demografía

### Desarrollo poblacional
| Gráfica de evolución demográfica de Malung-Sälen entre 1970 y 2015 |
|                                                                    |
| Fuente: SCB                                                        |